# Rhinoprotoma masneri
Rhinoprotoma masneri är en stekelart som beskrevs av Van Achterberg 1995. Rhinoprotoma masneri ingår i släktet Rhinoprotoma och familjen bracksteklar. Inga underarter finns listade i Catalogue of Life.